# Joan Metge
Pour les articles homonymes, voir Metge.
Dame Alice Joan Metge (née le 21 février 1930) est une anthropologue sociale, éducatrice, conférencière et écrivaine néo-zélandaise.

## Biographie
Metge est née à Mount Roskill, dans la banlieue d'Auckland, le 21 février 1930, fille d'Alice Mary Metge (née Rigg) et de Cedric Leslie Metge,. Elle a fait ses études à la Matamata District High School (en) et à la Epsom Girls' Grammar School (en). Elle a ensuite étudié à l'Auckland University College, où elle a obtenu son diplôme de maîtrise ès arts avec mention très bien en 1952, et à la London School of Economics où elle a obtenu son doctorat en 1958.
À partir de 2004, elle a continué à faire avancer les initiatives de paix via son travail en tant que membre du Waitangi National Trust Board, présentatrice de conférence, conseillère et mentor auprès de médiateurs et de praticiens de la gestion des conflits. Chercheuse sur des sujets maoris, elle est reconnue pour sa promotion de la sensibilisation interculturelle et a publié un certain nombre de livres et d'articles au cours de sa carrière. Elle a comparé la relation entre les Néo-Zélandais à « une corde [de] nombreux brins qui, une fois tissés ou travaillant ensemble, créent une nation forte » (comme l'a paraphrasée Silvia Cartwright).

## Honneurs et récompenses
Metge a été nommée Dame Commandeur de l'ordre de l'Empire britannique lors des honneurs de l'anniversaire de la reine 1987 (en), pour services rendus à l'anthropologie. En 1990, elle a reçu la médaille commémorative 1990 de Nouvelle-Zélande. Elle a reçu la médaille Te Rangi Hiroa (en) de la Société royale de Nouvelle-Zélande pour ses recherches en sciences sociales en 1997. En 2001, l'Université d'Auckland a décerné à Metge un diplôme honorifique de Littérature. En 2006, elle a reçu le Prix de la paix du Forum de médiation Asie-Pacifique à Suva, aux Fidji. En 2017, Metge est sélectionnée comme l'une des « 150 femmes en 150 mots » de la Royal Society Te Apārangi, célébrant les contributions des femmes au savoir en Nouvelle-Zélande.

## Médaille Dame Joan Metge
En reconnaissance de la contribution de Metge aux sciences sociales, la Royal Society of New Zealand a créé la médaille Metge en 2006, qui est décernée tous les deux ans à un sociologue néo-zélandais pour son excellence dans l'enseignement, la recherche et/ou d'autres activités contribuant à la capacité établir des relations bénéfiques entre les participants à la recherche.
La médaille Dame Joan Metge a été décernée pour la première fois en 2008.